# Scotopteryx latefasciata
Scotopteryx latefasciata là một loài bướm đêm trong họ Geometridae.